# Санкт-Антон-ам-Арльберг
Санкт-Антон-ам-Арльберг (нем. St. Anton am Arlberg) — коммуна в Австрии, в федеральной земле Тироль.
Входит в состав округа Ландек. Площадь общины составляет 165,81 км², население — 2357 человек (1 января 2021), плотность населения — 14 чел./км². Официальный код — 70621.
Санкт-Антон — центр горнолыжного спорта и горнолыжный курорт. Здесь проходил чемпионат мира по горнолыжному спорту 2001 года.

## Транспорт

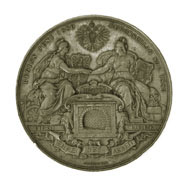
медаль строителям Арльбергского тоннеля (1884)

Санкт-Антон расположен на железной дороге, соединяющей Иннсбрук и Блуденц. Дорога была открыта в 1884 году. Отсюда под Арльбергским перевалом был пробит железнодорожный туннель (см. Арльбергский туннель) длиной 10648 м до станции Ланген-ам-Арльберг посёлка Клёстерле.

## Население
| Год  | Численность |
| ---- | ----------- |
| 1869 | 785         |
| 1889 | 1501        |
| 1890 | 766         |
| 1900 | 877         |
| 1910 | 1108        |
| 1923 | 1257        |
| 1934 | 1466        |
| 1939 | 1605        |
| 1951 | 1580        |
| 1961 | 1741        |
| 1971 | 2089        |
| 1981 | 2169        |
| 1991 | 2188        |
| 2001 | 2523        |
| 2011 | 2490        |
| 2021 | 2357        |

## Политическая ситуация
Бургомистр коммуны — Рудольф Чоль (АНП) по результатам выборов 2004 года.
Совет представителей коммуны (нем. Gemeinderat) состоит из 14 мест.
- Партия Parteilos занимает 11 мест.
- АНП занимает 3 места.

## Фотографии

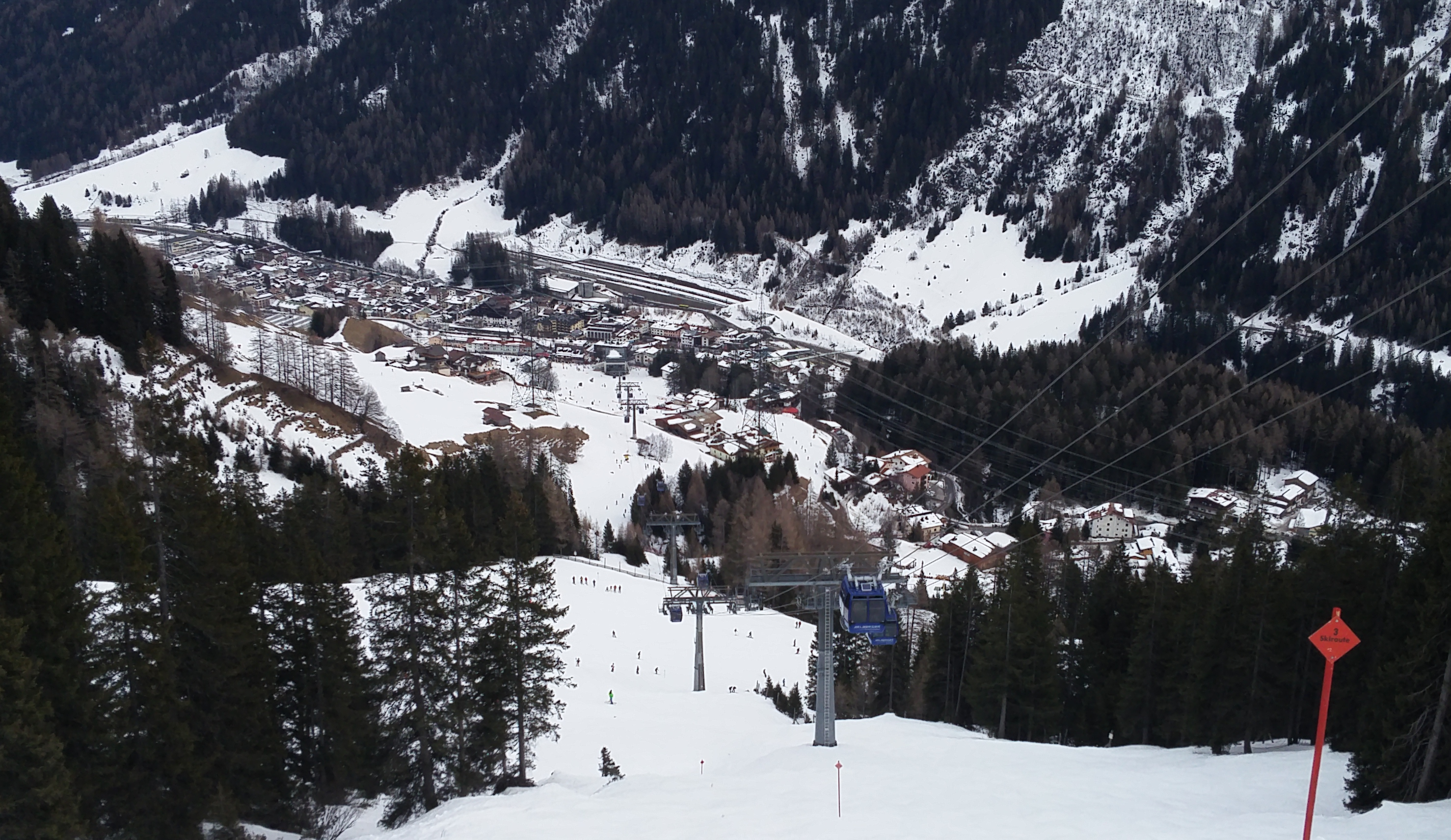
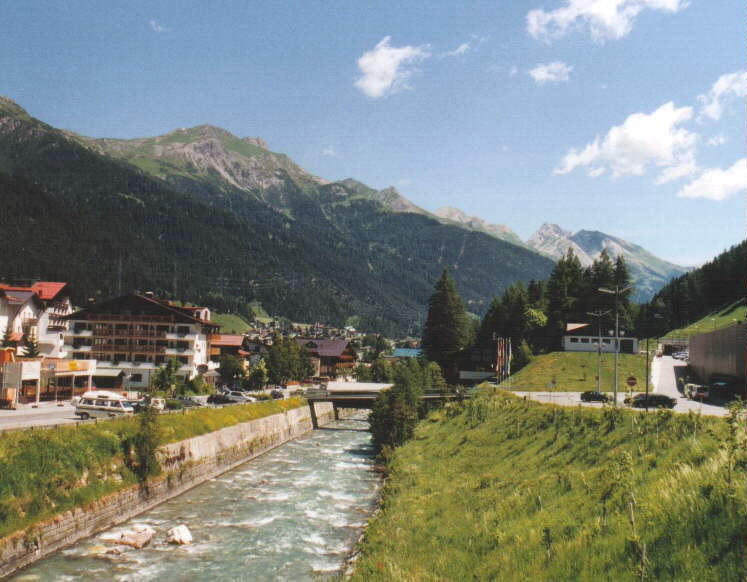
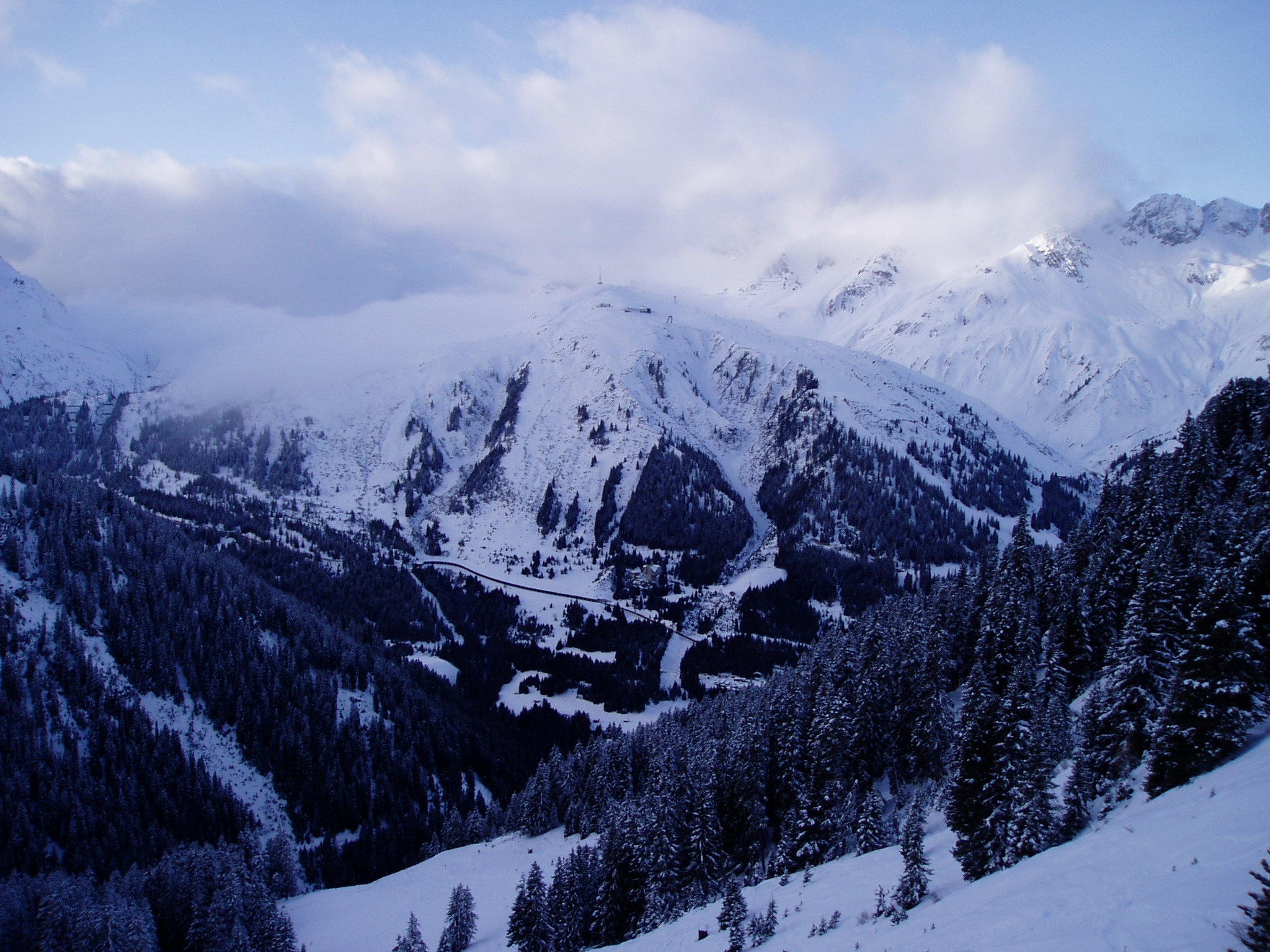
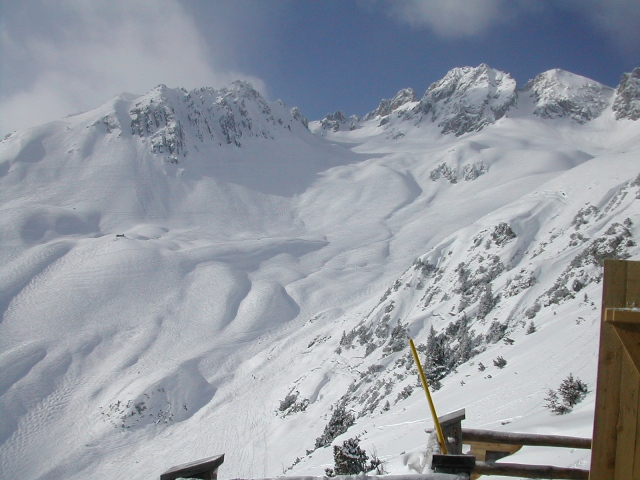
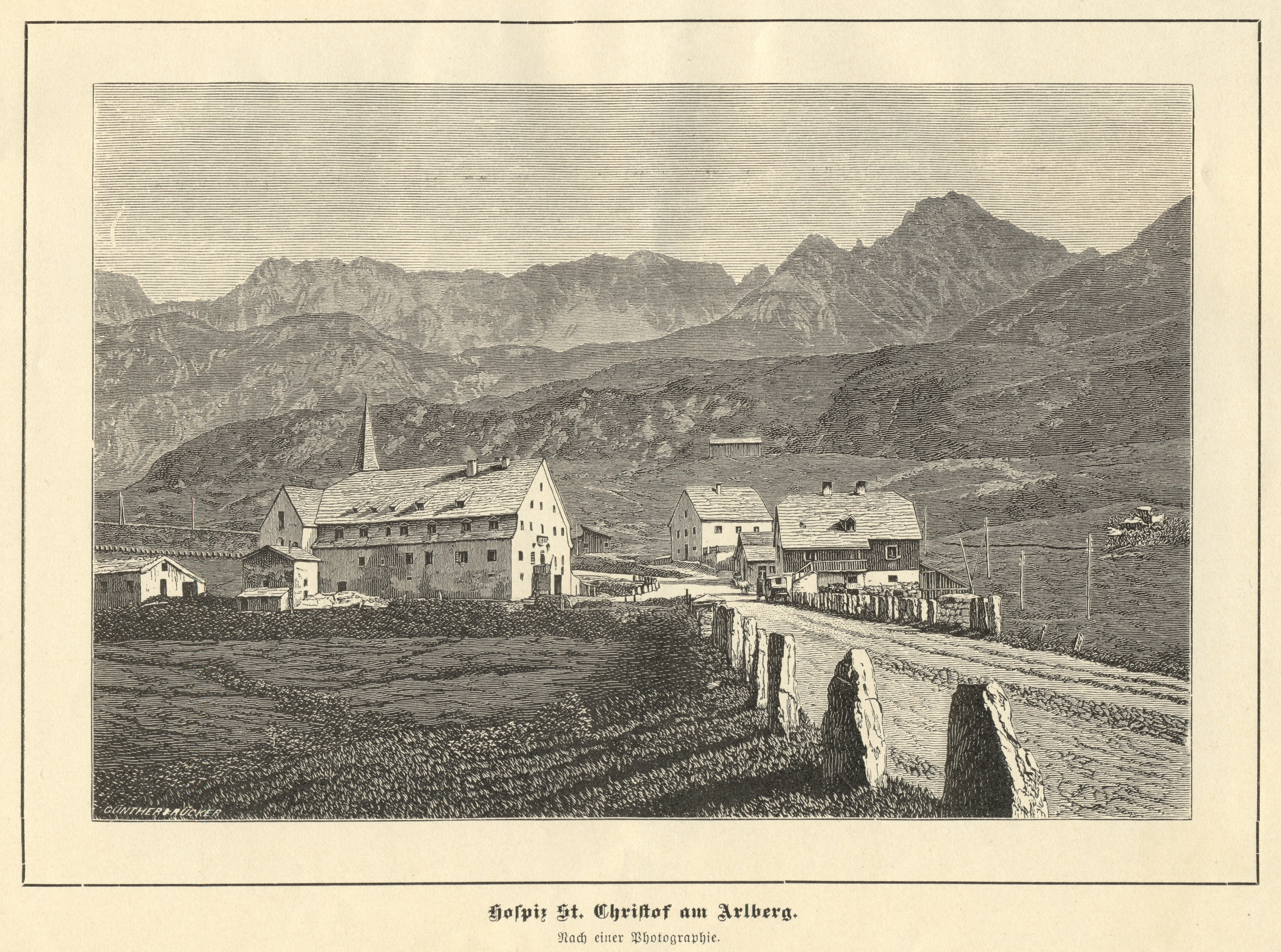
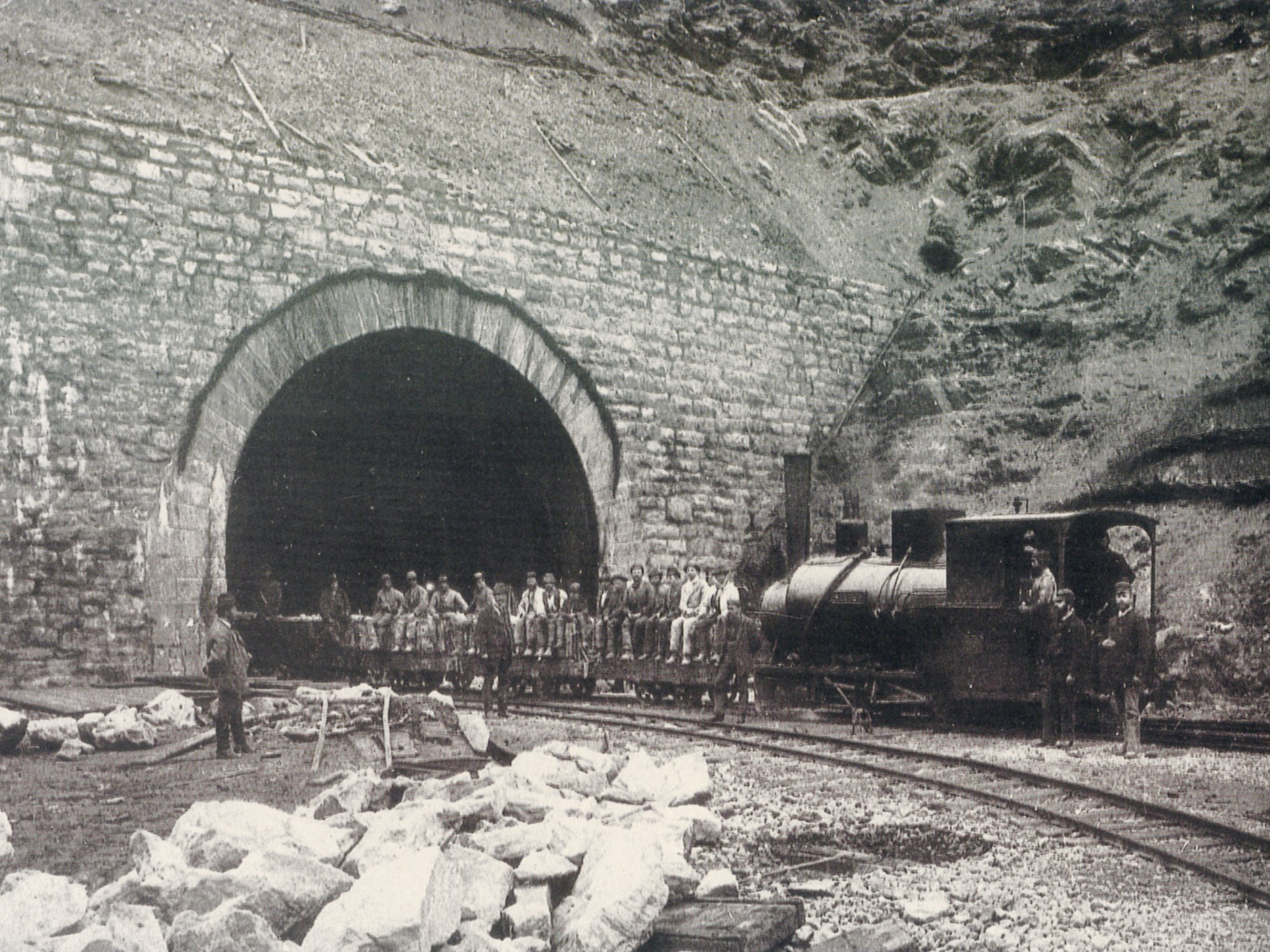
Строительство Арльбергского туннеля
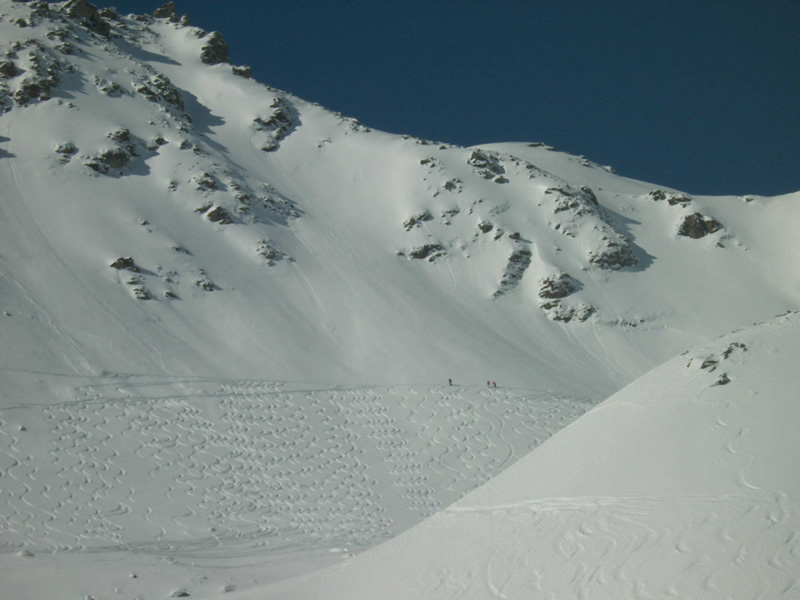